# Kraken (plateforme d'échange)
Pour les articles homonymes, voir Kraken (homonymie).
Kraken est une plateforme web d'échange de cryptomonnaies, fondée en 2011 et basée à San Francisco, dont le PDG est Jesse Powell. L'échange fournit des échanges de crypto-monnaie à monnaie fiduciaire et fournit des informations sur les prix au terminal Bloomberg. À partir de 2021, Kraken est disponible pour les résidents de 176 pays et répertorie 40 crypto-monnaies disponibles pour le commerce.

## Cryptomonnaies
Celle-ci permet l'échange de plusieurs monnaies fiduciaires (dollars américains, dollars canadiens, euros, yens et livres) vers un panel de crypto-monnaies comme :
- Shiba inu (SHIB)
- Bitcoin (BTC)
- Bitcoin Cash (BCH)
- Ether (ETH)
- Litecoin (LTC)
- Dash (DASH)
- Monero (XMR)
- Ripple (XRP)[5]

Et l'échange de Bitcoin contre d'autres cryptomonnaies comme :
- Shiba Inu (SHIB)
- Namecoin (NMC)
- Dogecoin (XDG)

Kraken propose également un service d'investissement au travers du staking de cryptomonnaies. Actuellement il est possible de percevoir des intérêts sur cinq cryptos différentes :
- Tezos (XTZ) - 6% annuel
- Polkadot (DOT) - 12% annuel
- Cosmos (ATOM) - 7% annuel
- Cardano (ADA) - 7% annuel
- Ethereum (ETH) - 5-7% annuel

En deux ans, Kraken passe de premier site d'échange de crypto-monnaies concernant l'euro, au 8ème rang. Il est devancé par Binance sorti seulement en juillet 2017,.

## Histoire
En septembre 2013, Kraken a été lancé après deux ans de tests et de développement. La bourse proposait initialement des transactions en bitcoin, en litecoin et en euro. Il a ensuite ajouté des devises supplémentaires et des opérations sur marge.
En juillet 2013, Kraken a rejoint d'autres acteurs américains du Bitcoin dans l'industrie émergente des paiements et des monnaies numériques pour former le Comité pour la création de l'Autorité de transfert d'actifs numériques (DATA). L'objectif déclaré du comité était de faire de DATA le futur organisme d'autorégulation de l'industrie. DATA a tenu sa première réunion annuelle en avril 2014.
En avril 2014, Kraken est devenu l'un des premiers échanges de bitcoins à être coté sur Bloomberg Terminal.
En mars 2017, Kraken a acquis le site Web populaire Cryptowatch, un site de cartographie en temps réel pour les crypto-monnaies souvent utilisé par les day traders. Au cours de l'acquisition, ils ont également embauché le fondateur de Cryptowatch Artur Sapek pour l'aider à intégrer Cryptowatch dans les systèmes Krakens et à poursuivre le développement de la plate-forme.
En février 2019, Kraken a annoncé avoir levé 100 millions de dollars dans le cadre d'une offre directe à ses plus gros clients pour une valorisation de 4 milliards de dollars.
En septembre 2020, Kraken a obtenu une charte d'institution de dépôt à usage spécial (SPDI) dans le Wyoming, devenant ainsi le premier échange de crypto-monnaie à détenir une telle charte aux États-Unis.
En octobre 2023, Kraken acquiert un important courtier crypto néerlandais, BCM, dans le but de développer davantage ses activités en Europe. Cette acquisition s'inscrit dans la stratégie de Kraken pour renforcer sa présence sur le continent européen, notamment en profitant des licences VASP qu'elle détient déjà dans plusieurs pays de l'Union européenne. L'achat de BCM, fondé en 2017 et offrant une gamme variée de services crypto, permettra à Kraken d'accéder à l'un des marchés crypto les plus respectés et établis des Pays-Bas. La finalisation de cette acquisition dépendra des autorisations administratives nécessaires.
En novembre 2023, la Securities and Exchange Commission (SEC) des États-Unis a intensifié sa surveillance des échanges de cryptomonnaies en portant de nouvelles accusations contre l'exchange Kraken. Cette action fait suite à un règlement de litiges antérieurs avec Kraken il y a neuf mois, soulignant une vigilance accrue sur la protection des investisseurs et la stabilité du marché des cryptomonnaies. La SEC reproche à Kraken d'opérer en tant que bourse, courtier, négociant et agence de compensation non enregistrée, et critique la gestion des actifs des clients, mélangeant ces derniers avec les fonds de la société. Cette situation est considérée comme un risque significatif pour les clients. Par ailleurs, la SEC a classé plusieurs cryptomonnaies comme des valeurs mobilières, ce qui a des implications importantes pour l'industrie. Kraken, se défendant contre ces accusations, appelle à une clarification réglementaire par le Congrès américain. Fondé en 2011, Kraken est un acteur majeur du marché des cryptomonnaies, reconnu pour sa sécurité et sa plateforme conviviale, et s'est engagé dans des initiatives de conformité réglementaire pour assurer un environnement de trading sécurisé.
En novembre 2023, Jesse Powell, cofondateur de Kraken, a commenté la décision de Binance de payer 4,3 milliards de dollars pour régler une enquête pénale aux États-Unis. Il a souligné l'importance d'une régulation équitable dans le secteur des cryptomonnaies, tout en mentionnant les défis judiciaires de Kraken face à la SEC. Powell a également évoqué la nécessité d'une auto-régulation dans l'industrie et le soutien au principe de connaissance du client (KYC) pour l'intégration des nouveaux utilisateurs dans le secteur.
En mars 2024, Kraken a lancé une nouvelle unité appelée Kraken Institutional visant à fournir des services aux investisseurs institutionnels, aux fonds spéculatifs et aux émetteurs d'ETF.
En avril 2024, Kraken a publié « Kraken Wallet », le propre portefeuille cryptographique de l'entreprise qui prend en charge huit blockchains.